# 鍋島忠直
鍋島 忠直（なべしま ただなお）は、江戸時代前期の肥前国佐賀藩の世嗣。官位は従五位下・肥前守。

## 略歴
初代藩主・鍋島勝茂の四男として誕生。母は徳川家康の養女（岡部長盛の娘）・菊姫。幼名は翁助。
勝茂の四男であるが、徳川家から迎えた菊姫との間にできた男子であったため、長兄・元茂など3人の兄を差し置いて嫡男として扱われる。元和8年（1622年）、徳川秀忠から偏諱の「忠」の字と松平の氏姓を授けられた。この鍋島家の松平姓および将軍の偏諱拝領は、この時以降幕末まで代々継承される（一方、諱の「直」の字は祖父の直茂から取ったものである）。2代藩主の座を約束されていたが、疱瘡にかかり早世する。享年23。法名は興国院殿敬英賢崇大居士。
代わって、忠直の長男・光茂が勝茂から嫡孫継承することとなった。

## 系譜
- 正室：牟利（無垢子・恵照院） - 松平忠明娘
  - 長男：鍋島光茂（1632-1700） - 鍋島勝茂養子
  - 長女（早世）